# المدارس الرسمية المصرية
المدارس الرسمية (بالإنجليزية: Public Schools)‏ هي مدارس حكومية مصرية أنشئت في البداية تحت اسم «مدارس اللغات التجريبية»، ثم تغير اسمها إلى «المدارس التجريبية الرسمية للغات»، وحاليا تعمل تحت اسم «المدارس الرسمية». تدرس بتلك المدارس جميع المواد بالإنجليزية، ماعدا مواد محدودة تدرس باللغة العربية وتكون اللغة الفرنسية أو لغات أخرى كالألمانية أو الصينية هي اللغة الثانية بها طبقاً لاختيار الطالب.

## القرارات المنظمة
- القرار الوزاري رقم 2 لسنة 1979 في شأن «مدارس اللغات التجريبية».[3]
- القرار الوزاري رقم 94 لسنة 1985 في شأن «المدارس التجريبية الرسمية للغات».[4]
- القرار الوزاري رقم 252 لسنة 2005 في شأن «المدارس التجريبية الرسمية للغات»،[5] وتعديلاته بالقرار الوزاري رقم 195 لسنة 2011.[6]
- القرار الوزاري رقم 285 لسنة 2014 في شأن «المدارس الرسمية للغات والمدارس الرسمية المتميزة للغات»،[7] وتعديلاته بالقرار الوزاري رقم 404 لسنة 2015.[8]

## أنواع المدارس
تبدأ الدراسة بتلك المدارس من مرحلة رياض الأطفال وسن الالتحاق بها هو سن أربع سنوات. وتنقسم إلى :
- رسمية عربي:[9]
- رسمية لغات (التجريبية سابقاً): وهي مدارس أقل كثافة طلابياً من نظيرتها العامة حيث لا يزيد عدد الطلاب بها عن 36 طالب، ومصاريفها أعلى نسبياً من نظيرتها العامة.[10]
- رسمية متميزة لغات (المستقبل سابقاً): وهي مدارس أقل كثافة طلابياً من نظيرتها الرسمية للغات حيث لا يزيد عدد الطلاب بها عن 29 طالب، ومصاريفها تقريباً ضعف مصاريف نظيرتها الرسمية للغات.[10][11][12][13]
- رسمية دولية (بالإنجليزية: IPS - International Public School)‏: هي مدارس رسمية تعمل بالنظام البريطاني وتمنح شهادة IG - آي جي - الشهادة الدولية العامة للتعليم الثانوي أو شهادة الثقافة العامة البريطانية (بالإنجليزية: IGCSE - International General Certificate of Secondary Education)‏.[14]